# Хотилицы
Хотилицы — село в Андреапольском районе Тверской области. Административный центр Хотилицкого сельского поселения.

## География
Село расположено в восточной части района. Находится в 28 километрах к западу от районного центра Андреаполь. Через село протекает река Хотилка.

## История
На топографической карте Фёдора Шуберта, изданной в 1871 году обозначено сельцо Хотилицы.
В списке населённых мест Псковской губернии за 1885 год значатся погост Хотилицы (4 двора, 13 жителей) и усадьба Хотилицы (10 дворов, 50 жителей). Входили в состав Новорожской волости Торопецкого уезда.
На карте РККА 1923—1941 годов обозначено село Хотилицы. Имело 40 дворов.
В 1927 году село Хотилицы стало центром Ленинского района в составе Ленинградской области, в 1928 году центр района был переведён в посёлок при станции Андреаполь.
В 1929—1937 годах в Западной области (центр — Смоленск), С 1935 года село в составе Калининской области (Ленинский район), с 1944 года в Великолукской области, до её расформирования в 1957 году.
В 1989 году в Хотилицах проживало 544 человека.  На тот момент в Хотилицах располагались магазин, Дом Культуры, 8-летняя школа, школа-интернат, почтовое отделение, амбулатория, аптека, МТФ.
До 2019 года село являлось административным центром Хотилицкого сельского поселения.

## Население
| 1996 | 2002 | 2010 |
| ---- | ---- | ---- |
| 407  | ↘308 | ↘256 |

## Инфраструктура
Центральная усадьба колхоза им. Ленина.

## Достопримечательности
- Родовое имение Голенищевых-Кутузовых.
- Обелиск воинам-землякам, братская могила советских воинов, павших в боях за освобождение села.
- Часовня Серафима (Чичагова). Деревянная, построена в 2011 году[9].

## Известные люди
- В селе родился и провёл детство инженер-гидростроитель, дважды Герой Социалистического Труда Александр Петрович Александров.
- Здесь жил и похоронен Герой Советского Союза Алексей Михайлович Чупин.